# E714号線
E714号線 (E714ごうせん、英: European route E714) は、フランスにある、オランジュとマルセイユを結ぶ欧州自動車道路のBクラス幹線道路である。
A7と一致している。